# Мартинас Поцјус
Мартинас Поцјус (литв. Martynas Pocius; Вилњус, 28. април 1986) је бивши литвански кошаркаш. Играо на позицијама бека и крила.

## Успеси

### Клупски
- Жалгирис:
  - Првенство Литваније (2): 2013/14, 2015/16.
  - Балтичка лига (1): 2009/10.

- Реал Мадрид:
  - Првенство Шпаније (1): 2012/13.
  - Куп Шпаније (1): 2012.
  - Суперкуп Шпаније (1): 2012.

### Репрезентативни
- Светско првенство:  2010.
- Европско првенство:  2013.